# Million Hits
Million Hits (ミリオンヒッツ) est un jeu vidéo de rythme sorti en salle d'arcade en 1999 par Namco exclusivement au Japon. Il est connu pour être extrêmement rare du fait de sa faible distribution et son manque de popularité à l'époque.

## Histoire
Million Hits faisait partie d'un groupe de 4 jeux d'arcades musicaux développés simultanément par Namco fin 1999 afin de dominer les salles d'arcades qui étaient prises d'assaut par ceux de Konami, Dance Dance Revolution, Guitar Freaks et Beatmania. Ces 4 jeux furent Aerosmith Quest for Fame, Guitar Jam, Um Jammer Lammy NOW! et Million Hits. Ce groupe de quatre jeux, basés sur les principes de fonctionnent et de prise en main d'une guitare, se faisaient appeler les « 4 frères guitares » (ou plutôt The 4 guitar brothers ou ギター4兄弟) par les développeurs.
Malgré l'enthousiasme des développeurs, leurs jeux n'ont pas du tout bien marché dans les salles d'arcades, et il suffira d'un an avant que Namco sorte Taiko no Tatsujin, étant le jeu qui ira jouir du succès dont ils avaient toujours souhaité. Million Hits ainsi que les 3 autres jeux seront ensuite oubliés par Namco et le public, les rendant extrêmement rares et recherchés, la plupart étant très peu voire pas documentés sur internet. À l'exception de Um Jammer Lammy NOW! qui fut découvert et documenté à 100 % en septembre 2023.

## Système de jeu
Très peu de choses sont sues sur la prise en main et le gameplay de Million Hits. Aucune vidéo du jeu ne tourne sur internet, et à part des articles dans les magazines ainsi que des flyers publicitaires, on a peu de choses qui peuvent nous donner plus d'informations sur le gameplay de ce jeu.
Concrètement, il s'agissait d'un jeu de karaoké, pouvant se jouer à deux, qui se jouait avec une manette en forme de guitare très simplifiée. Selon le magazine NOURS, le numéro 30 de septembre 2000, « le joueur touche les cordes de la guitare avec un doigt lorsque le symbole à l'écran change de couleur et chante les paroles, le joueur chante alors la chanson selon les paroles. Si le joueur joue bien, le nombre de clients à l'écran augmente. Le jeu se termine lorsqu'il n'y a plus de clients (la capacité à chanter n'est pas comptabilisée). »
Les musiques jouables par la borne sont dans la majorité, des musiques pop japonaises de l'époque.

## Physionomie et apparence
Million Hits possède une apparence plutôt colorée, avec un panneau en relief arborant le titre du jeu ainsi que certaines des musiques jouables dans le jeu. Un joystick central ainsi qu'un bouton vert sont placés au milieu en bas de l'écran, surement pour se déplacer facilement dans l'interface. Les manettes ressemblent à des jouets en forme de guitare verte, arborant un corps ressemblant à un cœur. Elles sont toutes les deux munies d'une sangle ainsi qu'un socle pour pouvoir les prendre, les porter, puis les remettre à leur place efficacement. Selon les quelques photos disponibles dans les magazines, un micro avec son pied sortait du haut de la cabine, et venait se positionner juste devant l'écran, afin de pouvoir chanter dedans.

## Galerie

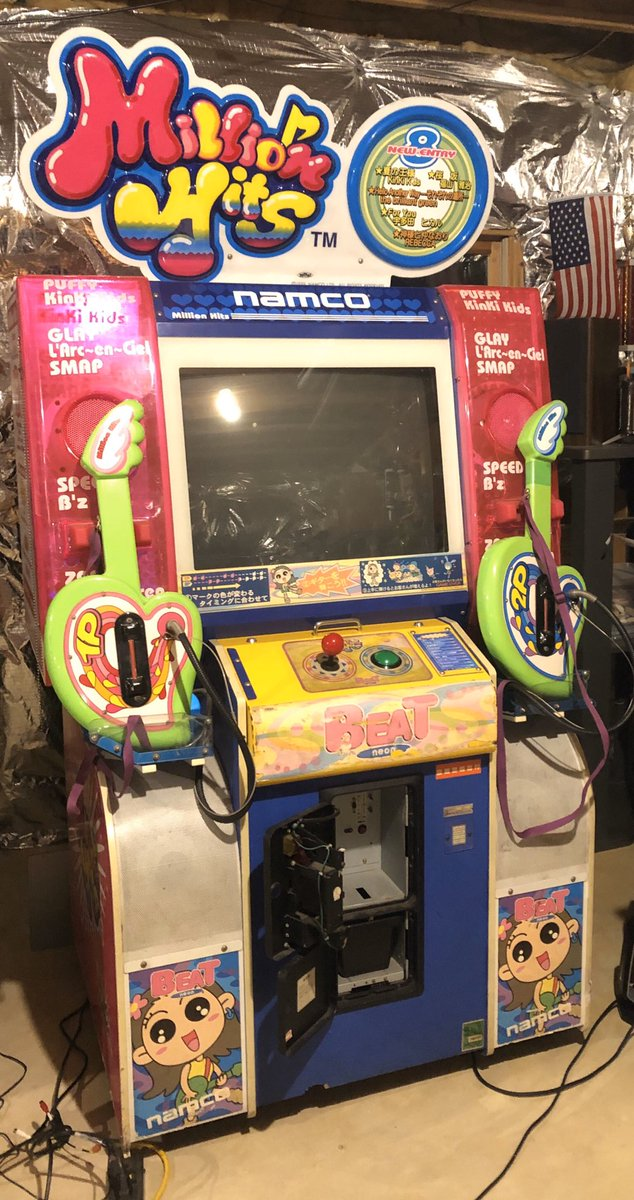
Cabine de Million Hits
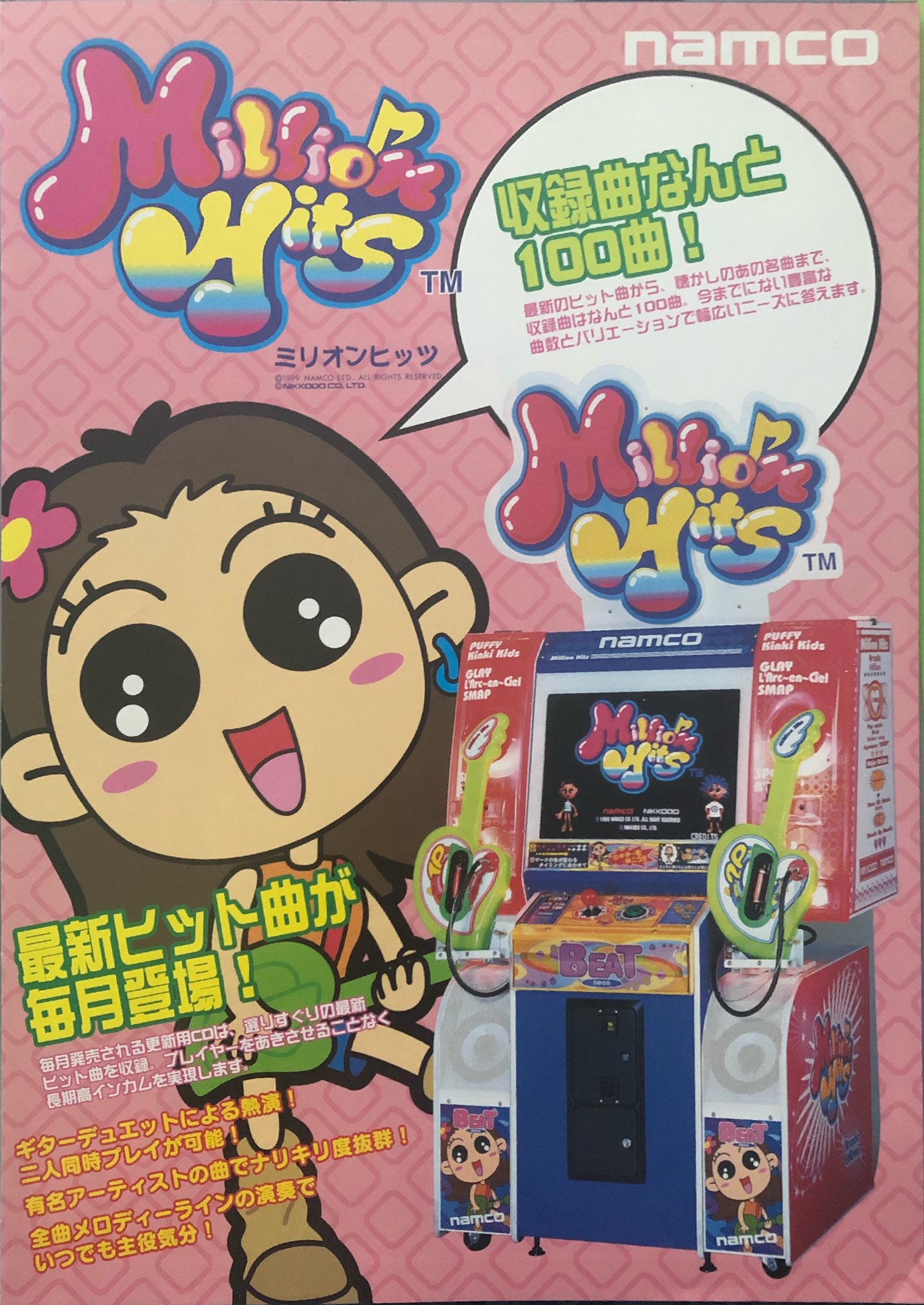
Flyer publicitaire de Million Hits
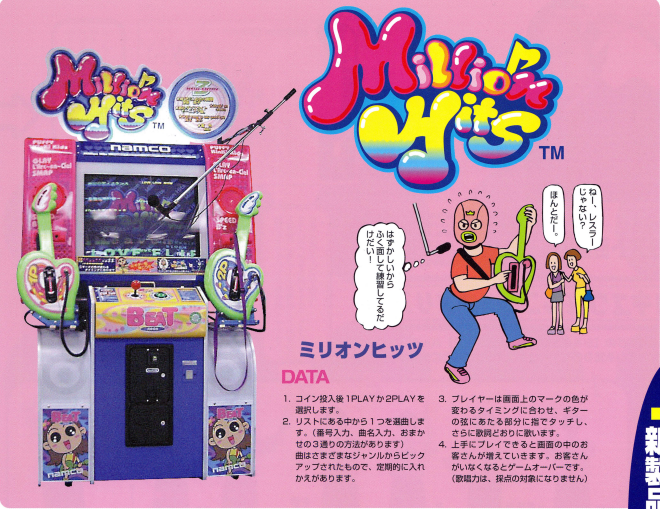
L'article de NOURS sur Million Hits
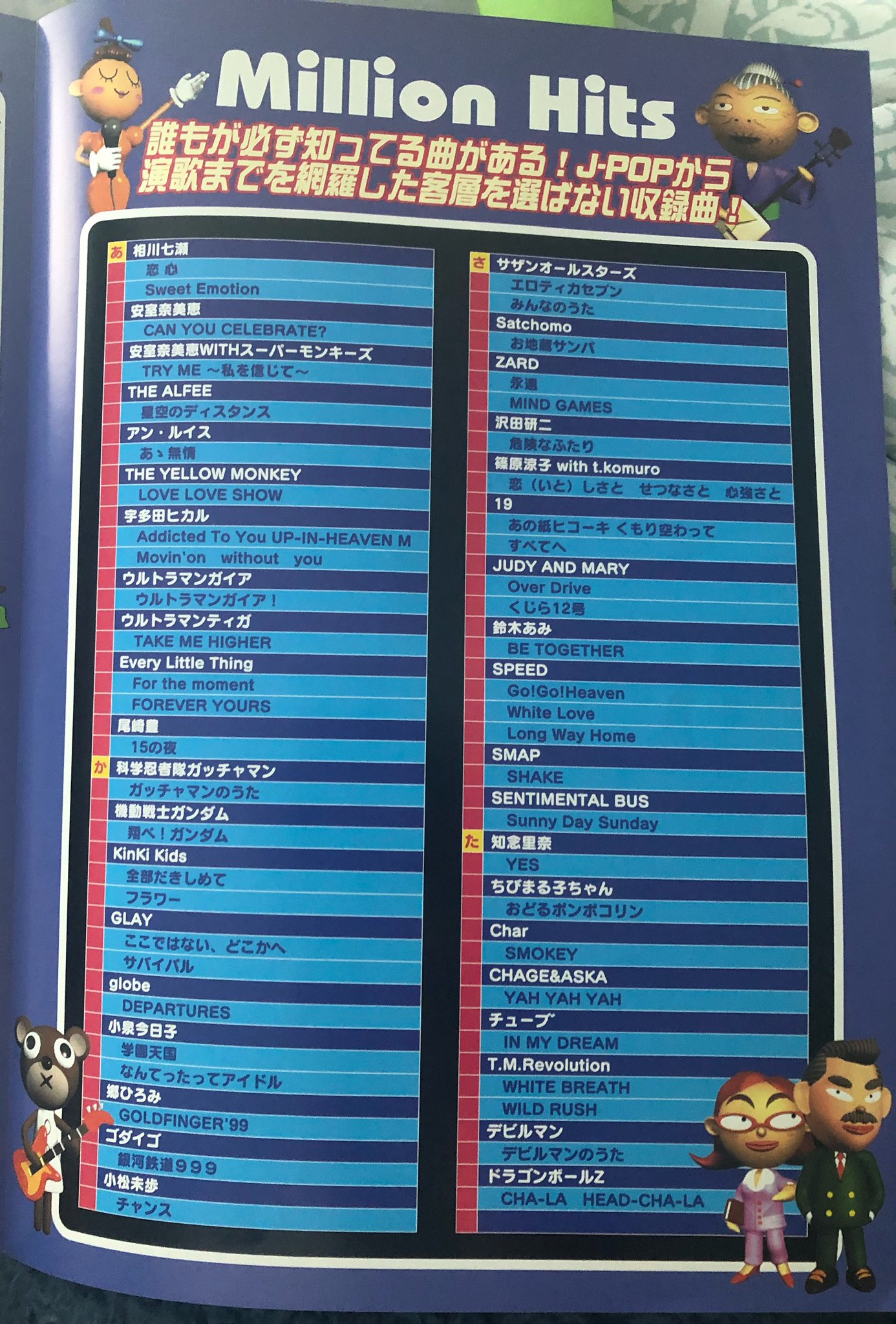
Liste des chansons jouables dans Million Hits
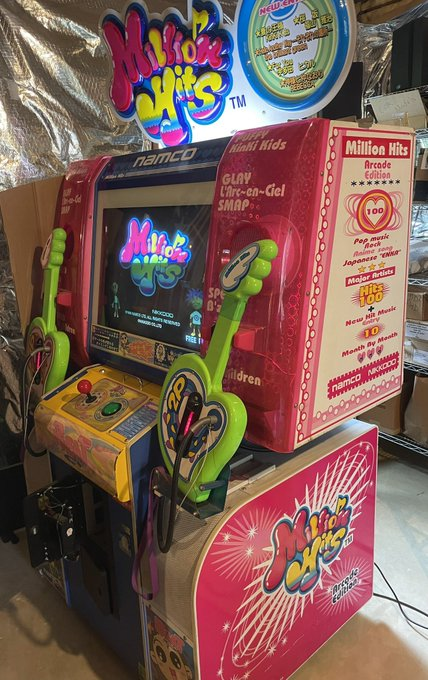
Cabine de Million Hits (allumée)